# 日本バーチャルリアリティ学会
特定非営利活動法人日本バーチャルリアリティ学会（にほんバーチャルリアリティがっかい、英: The Virtual Reality Society of Japan）は、バーチャルリアリティに関連する技術と文化に対する貢献を目的として、1996年5月27日に設立され、2005年6月7日に特定非営利活動法人（NPO法人）として新たにスタートした学会である。。

## 概要
個人会員数　1,666名　うち（正会員:1,069名、学生会員:527名、一般会員:14名、上級:56名）2022年9月9日現在

## 歴代会長
|        | 期間       | 氏名         |
| ------ | ---------- | ------------ |
| 第1期  | 1996～2000 | 舘暲         |
| 第2期  | 2001～2005 | 原島博       |
| 第3期  | 2006～2007 | 岸野文郎     |
| 第4期  | 2008～2009 | 佐藤誠       |
| 第5期  | 2010～2011 | 廣瀬通孝     |
| 第6期  | 2012～2013 | 伊福部達     |
| 第7期  | 2014～2015 | 榎並和雅     |
| 第8期  | 2016～2017 | 岩田洋夫     |
| 第9期  | 2018〜2019 | 岩田洋夫     |
| 第10期 | 2020～2021 | 大須賀美恵子 |
| 第11期 | 2022〜2023 | 竹村治雄     |
| 第12期 | 2024～     | 池井 寧      |